# Albert Geul
Albert Geul (* 29. März 1828 in Wiesau, Oberpfalz; † 24. Januar 1898 in München) war ein deutscher Architekt.

## Leben
Geul war der Sohn eines Pfarrers. Von 1846 bis 1848 studierte er Architektur an der Polytechnischen Schule München, vom 17. November 1849 bis 1851 an der Münchner Kunstakademie bei Ludwig Lange (1808–1868).
Von 1866 bis 1868 war er Professor für Baukunde an der Polytechnischen Schule Nürnberg (Vorgängerin der heutigen Georg-Simon-Ohm-Hochschule Nürnberg), von 1868 bis zu seinem Tod 1898 Professor für Baukunst (bürgerliches, landwirtschaftliches und Fabrik-Bauwesen) am neuen Polytechnikum München. Mit seinem Eintritt wurde 1868 die frühere „Hochbauschule“ mit Lehrstühlen für Höhere Baukunst (Gottfried von Neureuther) und Civilbau (Albert Geul) eröffnet, wodurch sich die Architekturausbildung von der Akademie der Bildenden Künste abkoppelte. Sein Nachfolger wurde 1898 Carl Hocheder. Zeitweilig war Geul auch stellvertretender Direktor der Hochschule.
Geul ist in München auf dem Alten Nordfriedhof in der Arcisstraße begraben.

## Werk

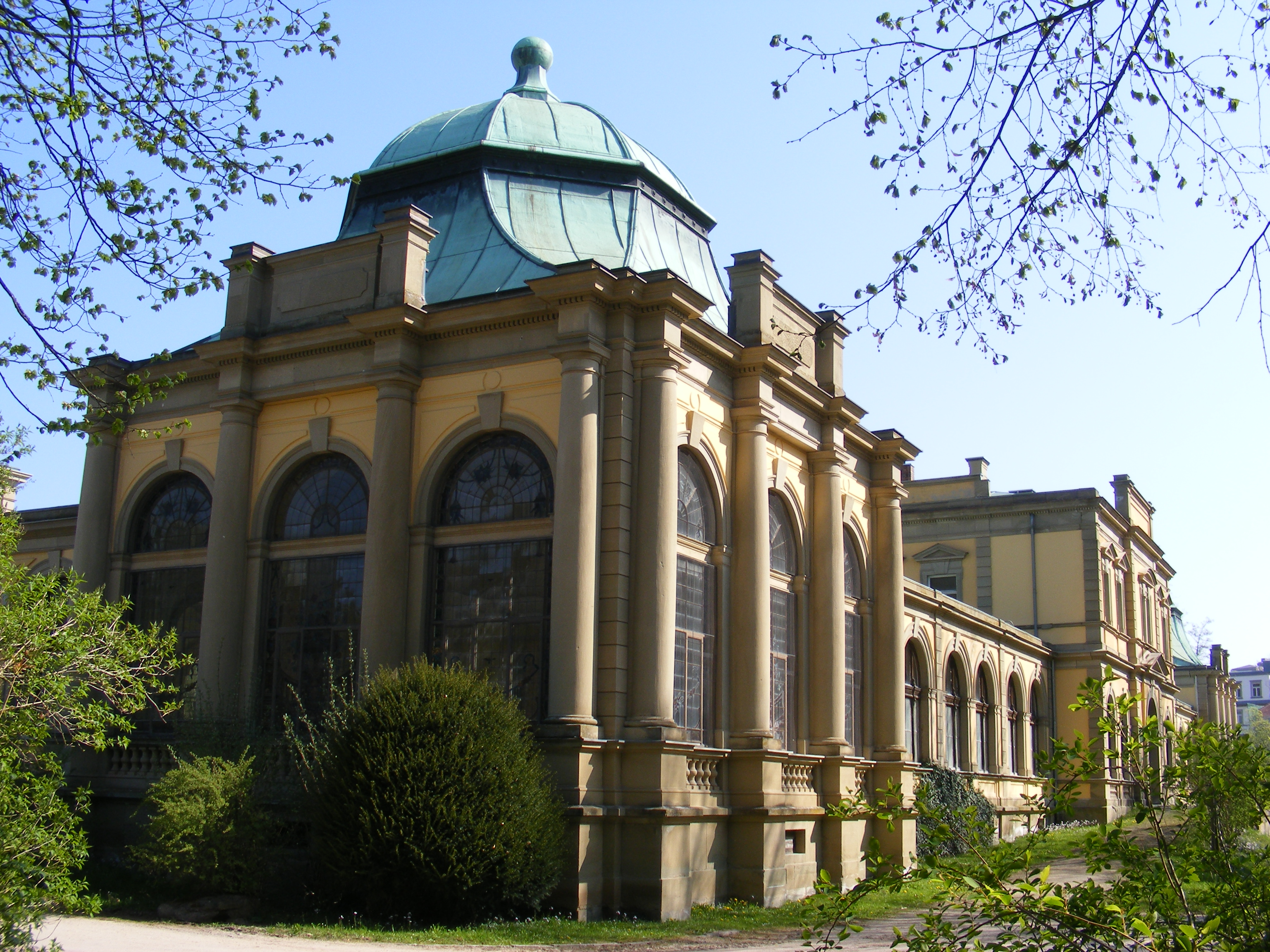
Luitpoldbad in Bad Kissingen

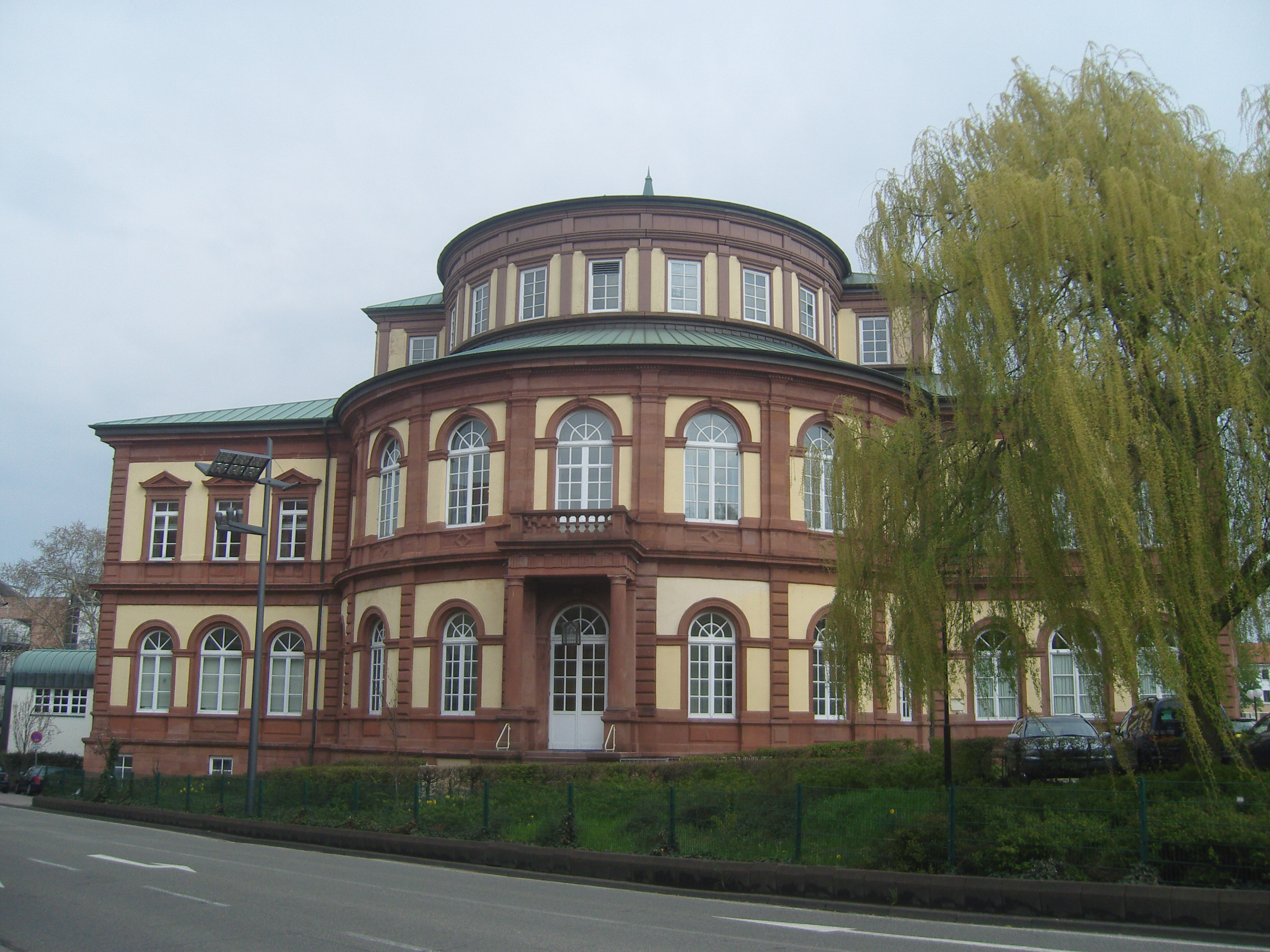
Saalbau in Neustadt (Weinstraße)

In den Jahren 1867 bis 1871 wurde in Bad Kissingen das 1905 nach dem Prinzregenten Luitpold von Bayern benannte Luitpoldbad (zuvor Actien-Bad-Etablissement) nach Geuls Plänen im Stil der Neorenaissance als offener eingeschossiger Dreiflügelbau im Luitpoldpark (Kurpark) an der Fränkischen Saale gebaut. Er hatte mit seiner Bewerbung „den Anforderungen des Kurorts Kissingen entsprechenden Bade-Etablissements mit Restaurationslokalitäten“ entsprochen, die von einer Jury unter Leitung von Gottfried Semper vorgegeben waren.
Von Herbst 1871 bis Oktober 1873 wurde der Saalbau in Neustadt an der Weinstraße nach Geuls Plänen errichtet, obwohl er im vorangegangenen Wettbewerb von 1870 nur den zweiten Platz belegt hatte.
Von Juni 1876 (Grundsteinlegung) bis Herbst 1878 wurde in München das gemeinsam mit Institutsdirektor Adolf von Baeyer entworfene Chemische Institut (Chemisches Laboratorium der königlichen Akademie der Wissenschaften zu München) der Ludwig-Maximilians-Universität München im Westen des Botanischen Gartens zwischen Arcis- und Sophienstraße für eine Bausumme von 345.000 Gulden fertiggestellt, das allerdings nicht mehr besteht.

## Schriften (Auswahl)
- Die Anlage der Wohngebäude mit besonderer Rücksicht auf das städtische Wohn- und Miethhaus. Stuttgart 1868. (weitere Auflagen: Leipzig 1884 und 1885) Digitalisat
- Das Äussere der Wohngebäude mit besonderer Rücksicht auf das städtische Wohn- und Miethhaus. Stuttgart 1875.
- (mit Adolf von Baeyer) Das neue chemische Laboratorium der Akademie der Wissenschaften zu München. In: Zeitschrift für Baukunde, Band III, 1880.
- Das Miethhaus. In: Deutsche Bautechnische Taschenbibliothek. 1881.